# Ramenman
Раменман начинал как безжалостный Жестокий Чоджин, но после поражения от рук Кинникумана он становится более благородным и добрым человеком. Позже в сериале он временно принимает облик Монголмена, а затем навсегда становится членом Чоджин Справедливости и продолжает тренировать Мантаро Киннику и Новое Поколение.

## О персонаже
Раменман - китайский чойджин (сверхчеловек), специализировавшийся на кунг-фу и технической борьбе. Он утверждает, что знает более тысячи различных техник. Во время своего первого появления (20-я олимпийская арка Чойдзина) он известен как Самый Жестокий Чойдзин (残虐超人 Brutal Superman) и убивает многих своих противников, но по ходу серии он сражается как Справедливый Чойдзин (正義超人 Justice Superman). Во времена своего жестокого чоджина он был джентльменом, а после ухода с ринга даже не любил использовать оружие.
В один из моментов сериала он находится в коматозном состоянии из-за тяжелой травмы головы. На некоторое время он принимает облик Монголмена, надев специальную маску из коры целебного дерева, чтобы снова иметь возможность сражаться. Он также был одним из немногих персонажей «Кинникумана», который никогда не умирал.
Он стал очень популярен среди читателей (больше, чем сам Кинникуман), заняв 3-е место в категориях «Добро» и «Зло» в первом опросе персонажей, а затем заняв первое место во втором опросе. Юдэтамаго заявили, что изначально планировали сделать его просто одноразовым злодеем для Олимпиады чодзинов, но он стал настолько популярен после своего матча за третье место против Терримана, что они решили оставить его. В ответ на такую популярность Раменман получил свой собственный спин-офф под названием Сражайся! Раменман.